# Mark Tinker
Pour les articles homonymes, voir Tinker.
Mark Tinker est un réalisateur, producteur et scénariste américain né le 16 janvier 1951 à Stamford, Connecticut (États-Unis).

## Filmographie

### comme réalisateur
- 1978 : The White Shadow (série télévisée)
- 1982 : Making the Grade (série télévisée)
- 1987 : Private Eye (TV)
- 1990 : Capital News(TV)
- 1990 : "Capital News" (1990) TV Series
- 1991 : My Old School (TV)
- 1991 : Entre père et fils (TV)
- 1991 : N.Y.P.D. Mounted (TV)
- 1991 : Babe Ruth (TV)
- 1994 : La Vie à tout prix ("Chicago Hope") (série télévisée)
- 1995 : Bonanza: Under Attack (TV)
- 1997 : Brooklyn South ("Brooklyn South") (série télévisée)
- 2001 : Philly (série télévisée)
- 2004 : Deadwood (série télévisée)

### comme producteur
- 1974 : Three for the Road (TV)
- 1975 : Three for the Road (série télévisée)
- 1978 : The White Shadow (série télévisée)
- 1981 : Thornwell (TV)
- 1982 : St. Elsewhere ("St. Elsewhere") (série télévisée)

### comme scénariste
- 1978 : The White Shadow (série télévisée)
- 1982 : St. Elsewhere ("St. Elsewhere")